# メタルファイター・MIKU 〜みくちゃん、爆発する!〜
『メタルファイター♥MIKU 〜みくちゃん、爆発する!〜』（めたるふぁいたーみく みくちゃん、ばくはつする）は、テレビアニメ『メタルファイター♥MIKU』のサウンドトラックである。1995年9月21日にビクターエンタテインメントから発売されている。
2曲主題歌TVショートバージョン、おギンさんが主役のCD特別篇「メタルファイター♡GINKO」と、前半の12話ドラマは東海ラジオ「山寺宏一のGAP SYSTEM」内で放送されて、セガサターンゲーム版の脚本・監督は遠藤正二朗が原案を担当して、河原ゆうじ書き下ろしオリジナル・ラジオドラマ。
後半は「メタルファイター・MIKU 音楽集」に未収録のBGM15曲に収録されている。
ジャケットイラストにはキャラクターデザイン・本田雄の描き下ろしセル原画。

## 収録曲
1. 風になるまで〈TVショートバージョン主題歌〉 [1:34]
2. 第1話「みくちゃん、ブタになる」 [5:04]
3. 第2話「みくちゃん、ハダカになる」 [4:47]
4. 第3話「みくちゃん、お留守番をする」 [4:57]
5. 第4話「サヤカ姉ちゃん、ママになる」 [4:49]
6. 第5話「ナナちゃん、夜遊びする」 [4:24]
7. 第6話「おギンさん、リンクに死す -前編-」 [5:14]
8. 第7話「おギンさん、リンクに死す -後編-」 [5:39]
9. 第8話「みくちゃん、喪失する！」 [4:28]
10. 第9話「サヤカ姉ちゃん、誘惑される」 [4:32]
11. 第10話「ナナちゃん、兵隊さんになる」 [4:56]
12. 第11話「みくちゃん、ナンパされる」 [5:26]
13. 第12話「みくちゃん、燃えあがる！」 [4:51]
14. 瞳は1000カラット〈TVショートバージョン〉 [1:30]
15. CD特別篇 メタルファイター♡GINKO 「おギンさん、最後の戦い」の巻 [3:45]
＜extra tracks—音楽集未収録BGM—＞
16. 芝野コンツェルンの謀略 [1:06]
17. 危険のかおり [1:14]
18. 巨大組織 [1:34]
19. 強敵登場 [0:27]
20. 戦慄の掛け引き [2:17]
21. 陰謀は音もなく… [1:01]
22. アイキャッチ－1－ [0:08]
23. アイキャッチ－2－ [0:10]
24. サブタイトル [0:08]
25. 予告BGM [0:33]
26. ブリッジ－1－ [0:24]
27. ブリッジ－2－ [0:26]
28. ブリッジ－3－ [0:29]
29. ブリッジ－4－ [0:35]
30. 最大最強の戦い [1:52]